# Товмасян Степан Суренович
Степан Суренович Товмасян (23 серпня 1923, місто Єреван, тепер Вірменія — 27 червня 1996, місто Єреван, Вірменія) — вірменський радянський діяч, секретар ЦК КП Вірменії, директор Інституту філософії і права Академії наук Вірменської РСР. Депутат Верховної ради Вірменської РСР 7—9-го скликань. Доктор філософських наук (1970), професор (1971).

## Життєпис
У 1948 році закінчив філологічний факультет Єреванського державного університету.
Член ВКП(б) з 1948 року.
У 1967—1969 роках — завідувач відділу науки і навчальних закладів ЦК КП Вірменії.
У 1969—1973 роках — директор Інституту філософії і права Академії наук Вірменської РСР.
14 листопада 1973 — 16 січня 1976 року — секретар ЦК КП Вірменії з питань ідеології.
У 1976—1992 роках — директор Інституту філософії і права Академії наук Вірменської РСР.
У наукових працях досліджував питання філософії праці та техніки, співвідношення економічного та соціального. Автор монографій «Праця і техніка» (1965), «Якісні фази розвитку техніки та сучасна науково-технічна революція» (1970).
Помер 27 червня 1996 року в Єревані.

## Нагороди
- орден «Знак Пошани»
- медалі